# Талдики
Талдики — колишнє село Чигиринського району Кіровоградської області. Наприкінці 1950-х років затоплене водами Кременчуцького водосховища.

## Історія

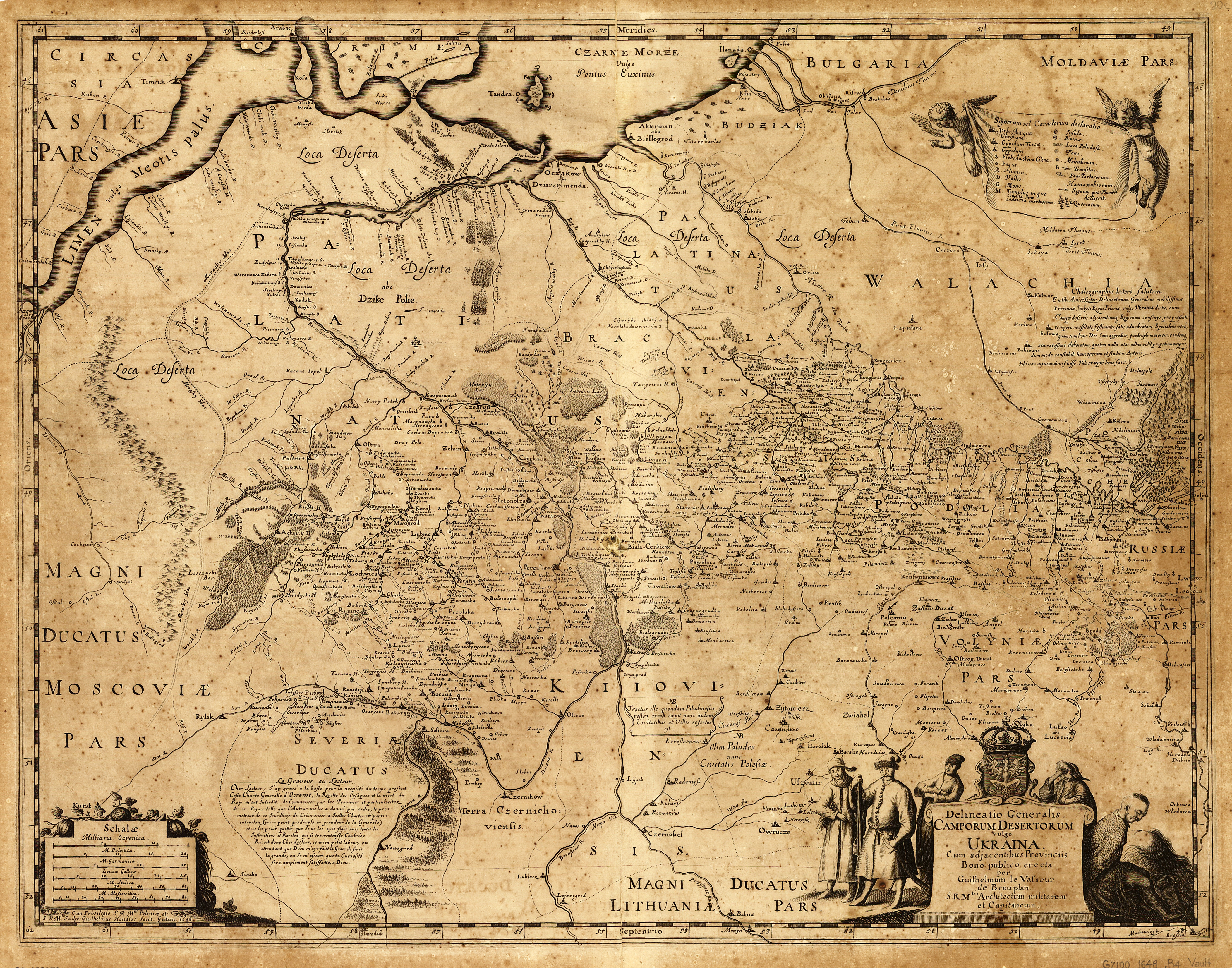
Талдики, підписані як «Taldyki» на Загальній карті України Гійома Боплана, 1648 р.

Перші відомості про поселення на даній території знаходимо на мапах французького інженера Гійома Левассера де Боплана.
- 1648 — лат. Taldyki[1]
- 1660 — лат. Ialdyki[2]
- 1892 — пол. Tałdyki, тат. taldyk — луг[3][4]

|  | ...(z tatarskiego taldyk—łąka), wś, pow. Czarkaski. w 1 okr. pol., gm. Chudziaki, 0 20 w. od Czerkas, ma 1225 mk. (w 1863 r. 907 mk.). Posiada cerkiew p. w. N. M. P., drewnianą, wzniesioną w 1797 r. na miejsce dawniejszej, i uposażoną 38 dzies. ziemi. Z jednej strony wś przytyka do Dniepru, odległego o 2 w., z drugiej zaś rozciąga się bezleśna równina, miejscami bagnista. Wś wchodziła dawniej w skład sstwa czerkaskiego, obecnie należy do czerkaskiego okręgu dóbr państwa. J. Krz. |

## Адміністративно-територіальний поділ
- на 1900 р. — Російська імперія \ Київська губернія \ Черкаський повіт \ Худяківська волость \ село Талдики (1774)[5]

- на 1946 р. — СРСР \ УРСР \ Київська область \ Черкаський район \ Талдицька сільська рада \ село Талдики (1889)[6]